# Kotvrdovice
Kotvrdovice (en allemand : Gottfriedsschalg) est une commune du district de Blansko, dans la région de Moravie-du-Sud, en République tchèque. Sa population s'élevait à 921 habitants en 2020.

## Géographie
Kotvrdovice se trouve à 6 km au sud-sud-est de Jedovnice, à 10 km à l'est de Blansko, à 9 km au sud-est de Brno et à 290 km à l'est-sud-est de Prague.
La commune est limitée par Krasová au nord, par Lipovec au nord-est, par Krásensko à l'est, par Senetářov à l'est et au sud, et par Jedovnice à l'ouest.

## Histoire
La première mention écrite de la localité date de 1349.